# William Halsey
William Frederick Halsey (Elizabeth, 30 ottobre 1882 – Fishers Island, 16 agosto 1959) è stato un ammiraglio statunitense.
Durante la seconda guerra mondiale, comandò la terza flotta statunitense per buona parte della guerra contro il Giappone.

## Inizio carriera militare
Halsey si diplomò all'Accademia navale di Annapolis nel 1904, ed iniziò il servizio sulla nave da battaglia USS Kansas (BB-21) e torpediniere. All'epoca, la US Navy (cioè la Marina Militare degli Stati Uniti d'America) era in espansione e quindi, data la carenza di ufficiali, la carriera di Halsey prese subito la strada giusta. Durante la prima guerra mondiale comandò il cacciatorpediniere USS Shaw.

## Tra le due guerre
Nel periodo dal 1922 al 1925, Halsey fu addetto navale a Berlino e comandò lo USS Dale durante una crociera in Europa. Tra il 1930 e il 1932, Halsey ebbe il comando di due squadre di cacciatorpediniere, poi studiò al Naval War College. Dopo aver frequentato un corso da pilota navale, ricevette il comando della portaerei USS Saratoga e della base aerea della marina di Pensacola. Promosso ammiraglio nel 1938, comandò divisioni di portaerei nei successivi tre anni.

## Seconda guerra mondiale
Assegnato al Pacifico, Halsey era in mare sulla sua ammiraglia, la USS Enterprise, durante l'attacco di Pearl Harbor. Gli era stato comandato dall'ammiraglio Kimmel il compito di portarsi all'isola di Wake per consegnare ai Marines là distaccati un gruppo di aerei. Fu così che USS Enterprise si salvò dall'attacco giapponese del 7 dicembre 1941. Dopo averne ricevuto notizia, rimarcò acidamente che alla fine della guerra appena iniziata, il giapponese sarebbe stato parlato solo all'inferno. L'odio di Halsey per i giapponesi sarebbe stato utilizzato più volte per accrescere il morale ai marinai e agli ufficiali sotto il suo comando.
Durante i primi sei mesi di guerra, il suo gruppo di portaerei venne impiegato in diverse operazioni contro i territori occupati dai giapponesi e anche contro lo stesso territorio giapponese, come il raid su Tokyo condotto da Doolittle. In questo periodo Halsey adottò lo slogan "Hit hard, hit fast, hit often" ("Colpisci duro, colpisci velocemente, colpisci spesso").
Colpito da un grave attacco di psoriasi prima della battaglia delle Midway, venne sostituito al comando del suo gruppo di portaerei da Raymond Spruance. Spruance, sotto il comando di Frank Fletcher, colse la prima importante vittoria statunitense contro la Marina imperiale giapponese.
Halsey prese il comando dell'area del Pacifico meridionale a metà ottobre 1942, in un momento critico della campagna di Guadalcanal. Dopo che il controllo di Guadalcanal venne assicurato nel febbraio 1943, le forze di Halsey passarono il resto dell'anno in combattimenti nelle Isole Salomone a Bougainville, e a isolare la roccaforte giapponese di Rabaul catturando posizioni nelle Bismarck.
Lasciato il Pacifico meridionale nel maggio 1944, dal settembre 1944 al gennaio 1945, guidò la Terza Flotta durante le operazioni di conquista delle Palau, Leyte e Luzon, e in altri raid contro le basi giapponesi.